# Nzambi Corona
Nzambi Corona est une corona, formation géologique en forme de couronne, située sur la planète Vénus par -45° S et 287,5° E. Elle est localisée dans le quadrangle de Themis Regio. Elle a été nommée en référence à Nzambi, déesse ancêtre au Congo (Bantu), mère de tous les êtres. 

## Géographie et géologie
Nzambi Corona couvre une surface circulaire d'environ 225 km de diamètre. 